# Juan Nepomuceno Guerra
Juan Nepomuceno Guerra Cárdenas (Matamoros, 18 luglio 1915 – Matamoros, 12 luglio 2001) è stato un criminale e signore della droga messicano.
Contrabbandiere e uomo d'affari, è noto per aver fondato il cartello del Golfo, un'organizzazione di traffico di droga. È spesso considerato il "padrino" dei cartelli di confine tra Stati Uniti e Messico. È lo zio di Juan García Ábrego, una volta l'uomo più ricercato del Messico.
Cominciò la sua carriera criminale negli anni '30 con il contrabbando di alcol dal Messico durante il proibizionismo negli Stati Uniti. Successivamente diversificò verso altre attività di contrabbando transfrontaliero.
Attraverso accorti legami politici che aveva favorito, Nepomuceno Guerra era in grado di controllare tutto il contrabbando che si muoveva attraverso il Rio Grande. Negli anni '70, suo nipote Juan García Ábrego iniziò a utilizzare queste connessioni e sviluppò l'organizzazione in un cartello della droga principalmente dedicato alle attività più redditizie del contrabbando di cocaina.
Secondo fonti di notizie, nonostante abbia presumibilmente fondato uno dei più grandi cartelli della droga in Messico, Juan Nepomuceno Guerra non ha mai trascorso più di "poche ore in prigione" per i suoi crimini.
È morto di malattia respiratoria.

## Eredità
Il 18 giugno 2015, il governatore di Tamaulipas Egidio Torre Cantú ha inaugurato una strada con il suo nome, "Juan N. Guerra", a Reynosa nello stato federale di Tamaulipas. La strada è stata inaugurata insieme ad altre sette e si trova nel quartiere popolare di Reserva Territorial Campestre.